# Lilla Svarttjärnen (Säfsnäs socken, Dalarna)
Lilla Svarttjärnen är en sjö i Ludvika kommun i Dalarna och ingår i Göta älvs huvudavrinningsområde. Sjöns area är 0,019 kvadratkilometer och den är belägen 310 meter över havet.